# Locució adverbial
La locució adverbial o frase adverbial és l'expressió fixa d'una llengua amb funció adverbial i equivalent a un adverbi. Està formada per diverses paraules amb diferent significat però indicant un fet. Generalment consisteix en, dos o més paraules, que normalment inclouen una preposició i un substantiu, un adjectiu, o un adverbi. Tot i que el prototip de la locució adverbial és la preposició més un substantiu, hi ha diverses formes en què poden existir. Té una funció modificadora dins de l'oració, i es tracta com a entitat singular.

## Exemples
- Va repetir la lliçó al peu de la lletra. (Al peu de la lletra és una frase adverbial que significa: igual, exactament).
- Tot va acabar en un tancar i obrir d'ulls. (En un tancar i obrir d'ulls: frase adverbial que té el mateix significat que l'adverbi: ràpidament).
- Estic al bell mig del mar. (Al bell mig: frase adjectival).[1]
- Va acabar la classe a correcuita. (A correcuita: frase adjectival que té el mateix significat que l'abverbi: ràpidament).[1]
- Si fa no fa és el mateix. (Si fa no fa: frase adjectival).[1]